# Audi Prologue
Der Audi Prologue ist eine im Herbst 2014 auf der LA Auto Show (IAA) in Los Angeles vorgestellte Designstudie von Audi zu einem für die Oberklasse gedachten Coupé.
Das Fahrzeug hat einen Achtzylinder-Biturbo-Motor mit 4,0 Liter Hubraum und 445 kW (605 PS), ein achtstufiges Automatikgetriebe mit Schaltwippen und quattro-Allradantrieb mit Gierregelung (Active Yaw). Teile der selbsttragenden Karosserie und des Fahrwerks sind aus Aluminium. Alle Räder sind einzeln an je fünf Lenkern mit dynamischer Allradlenkung, elektronisch geregelter Luftfederung und Niveauregulierung aufgehängt. Die Bremsscheiben sind aus mit Kohlenstofffasern verstärkter Keramik. Der Wagen hat einen riemengetriebenen Startergenerator mit 12 kW elektrischer Leistung bei 48 Volt und Matrix-Laser-Scheinwerfer, Audi virtual cockpit, 3 OLED-tabletartige Touchscreens. Radio, Navigationssystem und anderes werden über ein Bedienungssystem der nächsten Generation gesteuert (Audi Multi Media Interface).
Neu im Automobilbau ist das zentrale Fahrerassistenzsteuergerät (zFAS) mit Tegra K1 ARM-System-on-a-Chip von Nvidia. Es verarbeitet die Informationen von allen Sensoren zu einem detaillierten Bild der Fahrzeugumgebung. Dies ist eine Voraussetzung für automatisiertes Fahren. Zusammen entspricht die Rechenleistung der Prozessoren auf der zFAS-Leiterplatte der der kompletten Elektronik eines Audi A4 B8.
Das Design und die Technik sind eine Vorschau auf die nächste Generation des Audi A8, der am 11. Juli 2017 vorgestellt wurde.